# Josef Felix Müller
Josef Felix Müller (* 10. Dezember 1955 in Eggersriet) ist ein Schweizer Bildhauer, Grafiker und Maler.

## Biographie
Nach seiner Ausbildung als Stickereientwerfer begann Josef Felix Müller sich als Autodidakt künstlerisch zu entwickeln. Seine ersten Arbeiten zeigten unter anderem den menschlichen Körper in Bildern, in denen Sexualität als treibende Energie so provozierend zum Ausdruck kommt, dass 1981 drei seiner Bilder als „unzüchtige Veröffentlichungen“ beschlagnahmt wurden. Ab 1982 fertigte er mit der Motorsäge lebensgroße Holzskulpturen an. Der Kunsthistoriker Peter Weiermair zählt Müllers mit Sägen und Axthieben aus Pappel- und Weidenstämmen geschaffene Figuren „zu den prägnantesten Formulierungen figurativer Kunst der achtziger Jahre“.
1985 gründete er in St. Gallen den Vexer Verlag und wurde Mitbegründer der Kunsthalle St. Gallen, die er auch von 1993 bis 1995 leitete. Von 1996 bis 1999 war er an der Eidgenössischen Technischen Hochschule Zürich als Lehrbeauftragter für Plastisches Gestalten tätig.
Parallel zu seinen Mal- und Skulpturarbeiten entstand – mit wechselnder Thematik – ein großes graphisches Druckwerk mit mehr als 400 Holzschnitten, Radierungen und Lithografien in Büchern und als Einzelblätter. In den letzten Jahren kehrte Müller zur Malerei zurück und konzentrierte sich auf Landschaftsbilder. Dabei bearbeitet er seine digitalen Landschaftsaufnahmen, indem er sie auf der Leinwand vergrößert darstellt und sie vielschichtig übermalt. So entstehen Bilder wie die Serie Lichträume (2006 und 2007) mit großer Leuchtkraft und Farbigkeit.
Am 24. Mai 2014 wurde der Künstler in Turtmann anlässlich der jährlichen Delegiertenversammlung des Zentralvorstand der Visarte Schweiz (Berufsverband visuelle Kunst – Schweiz) zu deren Präsident gewählt. Er tritt nach 7 Jahren die Nachfolge von Heinrich Gartentor an.
Josef Felix Müller lebt und arbeitet seit 1975 in St. Gallen.

## Werke (Auswahl)

### Werke in öffentlichen Sammlungen
- Museum für Gegenwartskunst (Basel): Schlag (Lindenholz-Skulptur)
- Museum of Modern Art, New York: Figur mit Vögeln (Lithographie)
- Museum Ludwig: Kadaver (Pappelholz-Skulptur, mit Öl bemalt)
- Kunsthaus Zürich: Doppelfigur (Pappelholz)
- Grieshaber Museum im Spendhaus Reutlingen: Holzschnittserie 1989/90 (Dreifarbiger Holzschnitt)
- Stedelijk Museum voor Aktuele Kunst Gent: Haut / Nabel (Öl auf Leinwand)
- Kunstmuseum Basel: Blindzeichnungen, 18 Paare (Bleistift über Ölfarbe)

### Ausstellungen
- 2008: Kunstmuseum Luzern
- 2007: Aargauer Kunsthaus
- 2007: Kunsthaus Zürich
- 2006: Museum of Fine Arts, Houston
- 2005: Helmhaus, Zürich
- 2003: Kunsthalle Bern
- 2001: Museum für Kommunikation Frankfurt
- 2000: Technische Hochschule, Zürich
- 2000: Auckland University of Technology, Auckland
- 1997: Kunstverein Göttingen
- 1996: Kunsthalle Gießen
- 1993: Frankfurter Kunstverein
- 1991: Kunsthalle Bielefeld

### Bücher, Kataloge, Grafikmappen
- Blütenblätter. Josef Felix Müller. Sektion Schweiz der XYLON, Zürich 2008
- Josef Felix Müller. Malerei. König, Köln 2006, ISBN 3-86560-049-2
- Nachtbuch. (Hrsg.) Vexer Verlag, St. Gallen 2005, ISBN 3-909090-35-4
- Josef Felix Müller. Radierungen 1998 – 2000. König, Köln 2000, ISBN 3-88375-418-8
- Josef Felix Müller. Galerie Schwind. Frankfurt/M. 1998, ISBN 3-932830-35-0
- Josef Felix Müller. Frühe Bilder, neue Skulpturen (= Kunstgeschichte und zeitgenössische Kunst, Band 1), Kunsthalle Gießen; Justus-Liebig-Universität Gießen. Kunstgeschichtliches Seminar; Kunstverein Göttingen, König, Köln 1996, ISBN 3-88375-248-7
- Josef Felix Müller. Vexer Verlag, St. Gallen 1995, ISBN 3-909090-24-9
- Schnittstelle. Gustav Kluge, Josef Felix Müller. 1995/96. Städtisches Kunstmuseum Spendhaus, Reutlingen 1995, ISBN 3-927228-64-8
- Josef Felix Müller. Werkverzeichnis der Druckgraphik 1976 – 1992. Oktagon-Verlag, München/Stuttgart 1992, ISBN 3-927789-37-2
- Josef Felix Müller. Schnitt. DAAD, Berlin 1991, ISBN 3-89357-030-6
- Josef Felix Müller, Butter, Milch, Seife. Vexer, St. Gallen 1990, ISBN 3-909090-08-7
- Josef Felix Müller. Tasten durch den feinen Nebel der Sinnlichkeit. Vexer, St. Gallen 1987
- Josef Felix Müller. Skulpturen. Öffentliche Kunstsammlung Basel 1987, ISBN 3-7204-0033-6